# Lịch sử Campuchia (1431–1863)
Giai đoạn từ năm 1431 đến năm 1863 trong lịch sử Campuchia được gọi là thời kỳ Hậu Angkor hoặc thời kỳ Đen Tối, thời kỳ Trung Đại.
Năm 1431, quân Ayutthaya của người Thái đã chiếm được kinh đô Yasodharapura của Đế quốc Khmer, đốt phá nó, đánh dấu sự chấm dứt của giai đoạn Đế quốc Khmer trong lịch sử Campuchia. Quốc gia của người Khmer sau đó phải lần lượt dời đô về Phnôm Pênh, Longvek và Oudong.
Từ đây, tại Campuchia liên tục xảy ra những cuộc xung đột nội bộ để tranh giành ngôi vua. Quốc gia này cũng phải chịu sự kìm kẹp để tồn tại giữa hai quốc gia hùng mạnh, người Thái ở phía Tây và người Việt ở phía Đông.
Năm 1863 là năm mở đầu thời kỳ Campuchia trở thành thuộc địa của Pháp, thoát khỏi sự ảnh hưởng chính trị của Xiêm và Đại Nam.

## Thời kỳ Longvek
Năm 1431, quân Ayutthaya dưới triều vua Borommarachathirat II tấn công và cướp phá kinh đô Angkor của người Khmer. Vua Khmer lúc đó là Barom Reachea II (Ponhea Yat, trị vì 1405–1460) đã phải dời đô về phía Đông Nam, ban đầu ở Srei Santhor, rồi sau đó là Chaktomuk (phía Nam Phnom Penh ngày nay). Đế quốc Khmer kết thúc.
Trong khi đó, năm 1471, ở phía Đông, quốc gia láng giềng và kình địch của Campuchia là Chăm Pa bị quân Đại Việt triệt hạ kinh đô Đồ Bàn. Nước Chăm Pa tới hồi kết, nhiều làn sóng người Chăm di cư sang Campuchia và các quốc gia khác. Cộng đồng người Chăm và người Islam gốc Mã Lai, Java gia tăng thế lực ở Campuchia.
Sau khi Ponhea Yat mất, con cả là Noreay Ramathuppdey lên nối ngôi (1462-1468). Khi Noreay Ramathuppdey mất, người em trai Reachea Ramathuppdey (con thứ hai của Ponhea Yat) lên nối ngôi, khiến con trai của Noreay là Soriyotei II bất mãn, cầu viện quân Ayutthaya (dưới triều vua Borommatrailokkanat) đánh chú mình. Reachea Ramathuppdey giao biểu chương hoàng gia (Preah Khan Reach) cho người em Thommo Reachea I (con trai thứ ba của vua Ponhea Yat) ở Phnom Pênh giữ rồi lên phía Tây Bắc giao tranh với quân Ayutthaya. Thommo Reachea sau đó lại hợp tác với người Xiêm và cuối cùng lên ngôi, xưng là Thommo Reachea I (1474-1494). Ông ta tỏ ra là một chư hầu trung thành với vương quốc Ayutthaya khi từ bỏ chủ quyền của mình ở tỉnh Khorat và Chantaboun. Sau khi mất, con trai ông là Srei Sukonthor lên nối ngôi.
Đến năm 1510, vua Srei Sukonthor đã giải phóng được gần hết các khu vực trung tâm của đế quốc Khmer xưa. Tuy nhiên, sau khi Srei Sukonthor qua đời năm 1512, Campuchia đã rơi vào một cuộc nội chiến tranh giành ngôi vua giữa phó vương Ponhea Chan (em Sukonthor) và Sdech Korn (Sdach Kan, một người ngoài hoàng tộc).
Năm 1512, Sdech Korn (xưng hiệu là Srei Chettha II) đánh chiếm Charktomok và khiến Ponhea Chan phải chạy trốn sang Ayutthaya. Năm 1516, Ponhea Chan nhờ quân Ayutthaya (dưới triều vua Ramathibodi II) giúp đỡ đã trở lại chiếm được Pursat, xưng hiệu là Ang Chan I và rồi sau đó xây kinh đô mới ở Longvek. Đến năm 1525, Ang Chan I đánh bại Sdach Kan, chính thức làm vua toàn Campuchia.
Từ năm 1547, quân Miến Điện bắt đầu các cuộc tấn công lớn vào Ayutthaya, khiến cho Campuchia có cơ hội đánh phá và giành lại những đất đai cũ. Năm 1553, Ponhea Chan lại xưng vương một lần nữa ở Longvek. Những năm tiếp sau, Campuchia thậm chí đã giành lại và phục hồi được cố đô Angkor và các vùng phụ cận vào thời trị vì của con và cháu Ang Chan I là Barom Reachea I và Satha I.
Những nhà thám hiểm phương Tây tới Campuchia thời kỳ này đã ghi chép lại rằng những người Khmer là những chiến sĩ, đặc biệt là vua của họ rất hiếu chiến, sẵn sàng chiến đấu với ngoại bang. Campuchia khi đó vẫn thực sự là một cường quốc quân sự và không chịu làm chư hầu cho nước nào. Suốt 50 năm kể từ khi Campuchia tự giải phóng khỏi Ayutthaya, giữa hai nước vẫn tiến hành các cuộc tấn công qua lại.
Năm 1570, Satha I tấn công Ayutthaya nhưng thất bại. Năm 1574, lợi dụng lúc vua Ayutthaya là Maha Thammaracha bận đánh vương quốc Vientiane, Campuchia lại tập kích Ayutthaya nhưng không kết quả. Năm 1578, Campuchia tấn công khu vực Khorat, Saraburi nhưng bị Naresuan chặn tại Chaibadan.
Từ năm 1591, người Xiêm đã lấy lại được sức mạnh của mình sau khi đánh đuổi quân xâm lược Miến Điện. Vương quốc Ayutthaya bắt đầu trả thù Campuchia bằng những cuộc tấn công lớn. Đích thân vua Naresuan của vương quốc Ayutthaya dẫn quân Xiêm sang đánh Campuchia. Năm 1594, thủ đô Lovek của Campuchia bị Xiêm tàn phá.
Những nhà thám hiểu, nhà truyền giáo, thương gia phương Tây còn miêu tả về kinh đô Lovek của Campuchia như một thành phố đông dân, thịnh vượng. Campuchia sản xuất nhiều gạo, thịt, rượu, cá khô. Các sản vật có giá hấp dẫn các thương gia ngoại quốc là đá quý, kim loại quý, lụa, bông, ngà voi, sừng tê giác, hương liệu, đồ sơn, và cả súc vật (voi). Thương gia Tây Ban Nha, Bồ Đào Nha, Trung Quốc, Mã Lai, Nhật Bản, A Rập đã lập thương điếm ở Lovek. Sự thịnh vượng của Campuchia khi đó đã hấp dẫn những kẻ thực dân phương Tây. Người Tây Ban Nha khi đó đã chiếm được Philippines vẫn kể về Campuchia như là một quốc gia quan trọng hàng đầu ở Viễn Đông xét về mặt thương mại. Do đó, khi vào năm 1593, vua Campuchia là Chey Chettha I (1586–1593) đề nghị toàn quyền Philippines giúp mình đối phó với Ayutthaya. Vị toàn quyền người Tây Ban Nha đã phái 120 binh sĩ sang Campuchia giúp; nhưng khi đến nơi thì Longvek đã rơi vào tay người Thái.

## Thời kỳ Srey Santhor
Năm 1594, Ayutthaya một lần nữa đánh bại Campuchia, tàn phá kinh đô Lovek. Cựu vương Satha I (đã thoái vị) và vua Chey Chettha I phải bỏ trốn sang Lan Xang. Campuchia trở thành chư hầu của Ayutthaya. Quân Ayutthaya bắt gần như toàn bộ gia quyến hoàng gia và hàng nghìn thợ thủ công, học giả, nghệ sĩ và tu sĩ Khmer đem về kinh đô Ayutthaya.
Campuchia suy thoái nghiêm trọng. Các thế lực người Chăm, Java và ngoại quốc như Tây Ban Nha, Bồ Đào Nha, Hàn Lan tranh nhau giành ảnh hưởng.
Lợi dụng sự sụp đổ của hoàng gia Campuchia, một người tên Reamea Chung Prey xưng vương và đóng đô ở Srey Santhor. Tới năm 1597, con trai cựu vương Satha I là Barom Reachea II từ Lào mới trở lại làm vua Campuchia sau khi được người Bồ Đào Nha và Tây Ban Nha giúp, mở ra giai đoạn thân Tây Ban Nha của hoàng gia Campuchia. Tuy nhiên, việc này làm nảy sinh xung đột giữa triều đình với các thế lực Islam ở Campuchia.
Liên tiếp sau đó, Barom Reachea II và người kế vị là Barom Reachea III bị ám sát bởi phe Chăm Malay. Năm 1600, một người con khác của Satha I lên làm vua, xưng là Kaev Hua I.

## Thời kỳ Oudong
Ở phía Đông của Campuchia, quốc gia Đại Việt bắt đầu chia tách thành Đàng Trong và Đàng Ngoài từ những năm 1600. Người Việt bắt đầu tiến trình Nam tiến. Họ thôn tính dần và cuối cùng tiêu diệt Champa, quốc gia từng là kình địch của Campuchia suốt hàng thế kỷ. Từ giai đoạn này, Campuchia chịu thêm một sức ép lớn nữa từ Đàng Trong, bên cạnh Ayutthaya ở phía Tây.

### Sự can thiệp quân sự của Ayutthaya và Đàng Trong
Nội bộ Campuchia thường xuyên mâu thuẫn và có sự tranh giành ngôi báu. Các phe phái tranh chấp thường dựa vào sự chi viện của hoặc người Thái hoặc người Việt. Nhiều lần, quân đội Đại Việt và quân đội Ayutthaya thâm nhập Campuchia để đưa người mà họ ủng hộ lên ngôi, thậm chí giữa hai quân đội đã có giao chiến ngay tại Campuchia.
Năm 1600, quân Ayutthaya đưa một hoàng tử tên Srei Soriyopor về Campuchia để đòi lại ngôi vua từ Kaev Hua I.
Năm 1601, Srei Soriyopor xây kinh đô mới tại Oudong. Tới năm 1603, Srei Soriyopor giành lại được ngôi vua và xưng là Barom Reachea VII. Sau khi Srei Soriyopor mất (1619), con là Chey Chettha II lên nối ngôi.
Tại Xiêm, vị vua mới lên ngôi là Songtham muốn củng cố quyền lực nên đã tổ chức các cuộc tấn công Campuchia vào các năm 1621, 1622 nhưng thất bại.
Năm 1620, vua Chey Chettha II kết thân với chúa Nguyễn ở Đàng Trong và lấy con gái của chúa Nguyễn Phúc Nguyên là Công nữ Ngọc Vạn. Chey Chettha II chính thức dời đô đến Oudong Meanchey. Những sự kiện này mở ra cơ hội cho người Việt bắt đầu thâm nhập vào đồng bằng châu thổ sông Mê Kông vốn ban đầu thuộc Campuchia. Vào khoảng năm 1623, Chey Chettha II cho phép chúa Nguyễn mở một đồn thu thuế ở Prey Nokor (vị trí thuộc tỉnh Bà Rịa – Vũng Tàu nhưng gần thành phố Hồ Chí Minh ngày nay) và chấp nhận yêu cầu cho người Việt đến sinh sống ở Biên Hòa.
Năm 1628, vua Chey Chettha II từ trần, triều đình Chân Lạp liên tục xảy ra các cuộc tranh chấp ngôi giữa những hoàng thân. Prea Outey là em ruột của Chey Chettha II, giữ chức Giám quốc (Udayaraja).
Trong khi đó, tại vương quốc Ayutthaya xảy ra biến loạn do Prasat Thong cướp ngôi. Năm 1630, nhiều ronin Nhật Bản chạy nạn từ Ayutthaya sang Campuchia.
Chan Ponhéa Sô, con trai cả của Chey Chettha II, lên ngôi vua giai đoạn 1629-1632. Giám quốc Prea Outey giết Chan Ponhéa Sô do phát hiện vua cùng vợ mình là Ang Vodey lén hẹn gặp nhau ở 1 buổi săn bắn.
Người con thứ hai của Chey Chettha II được đưa lên ngôi với vương hiệu là Ponhea Nu ở ngôi 1632–1640. Năm 1640, Ponhea Nu đột ngột băng hà, phụ chính Preah Outey liền đưa con ruột của mình lên ngôi, tức quốc vương Ang Non I. Nhưng Ang Non I cũng chỉ làm vua được hai năm (ở ngôi: 1640-1642) thì bị người con thứ ba của Chey Chettha II là Chan Ponhea Chan (húy là Nak Ang Chan, Nặc Ông Chân) giết chết. Chan Ponhea Chan cũng giết luôn chú là Préah Outey, giành lại ngôi vua.
Cuộc biến loạn này của Nặc Ông Chân dựa vào sự hỗ trợ của một số lực lượng người Chăm và người Mã Lai. Ông cưới một công chúa người Mã Lai theo đạo Hồi (Islam) làm Hoàng hậu và nhà vua cũng bỏ quốc giáo (Phật giáo Tiểu thừa) để theo đạo của vợ. Điều này cùng với việc cho người Mã Lai và người Chăm được nhiều ưu đãi, đã gây bất bình trong giới hoàng tộc và dân chúng Chân Lạp. Nặc Ông Chân xưng là Ramathipadi I, sau đó đổi thành Sultan Ibrahim, ở ngôi: 1642-1659.
Năm 1658, con của Preah Outey là Ang Sur và Ang Tan dấy binh chống lại Nặc Ông Chân nhưng thất bại. Nghe lời khuyên của Thái hậu Ngọc Vạn, Ang Sur và Ang Tan cầu cứu chúa Nguyễn. Chúa Hiền Nguyễn Phúc Tần sai Phó tướng dinh Trấn Biên (Phú Yên) là Nguyễn Phước Yến dẫn 3.000 quân đến thành Hưng Phước (bấy giờ là Mỗi Xuy, tức Bà Rịa), phá được thành rồi tiến vào bắt Nặc Ông Chân bỏ vào cũi đem về giam ở Quảng Bình.
Năm sau (1659), Nặc Ông Chân chết chúa Nguyễn phong cho Ang Sur làm vua Chân Lạp, hiệu là Barom Reachea V (ở ngôi: 1660-1672). Từ đó, lưu dân Việt đến Gia Định, Mỗi Xuy (Bà Rịa), Biên Hòa ngày càng đông để khai khẩn đất đai. Ngoài ra, một lượng lớn người Chăm và Mã Lai ở Chân Lạp trước đây theo phe Nặc Ông Chân phải bỏ chạy sang Ayutthaya tị nạn.
Năm 1672, vua Barom Reachea V bị một người vừa là rể vừa là cháu là Chey Chettha III giết chết, em ông là Ang Tan (Nặc Ông Tân) chạy sang cầu cứu chúa Nguyễn. Nhưng ngay sau đó Chey Chettha III lại bị một nhóm Chăm Mã Lai sát hại.
Ang Chea hiệu là Keo Fa II (Nặc Ông Đài) (1673-1674) là con trai đầu của vua Barom Reachea V lên ngôi. Nội bộ Chân Lạp lại xảy ra mâu thuẫn giữa Ang Chea và Ang Tan. Ang Chea cho đắp thành lũy ở địa đầu Mỗi Xuy, nhờ Ayutthaya cứu viện để chống lại chúa Nguyễn.
Bị quân Ayutthaya đánh đuổi, Ang Tan cùng cháu là Ang Nan (Nặc Ông Nộn) chạy sang Sài Gòn kêu cứu chúa Nguyễn. Năm 1674, Chúa Hiền Nguyễn Phúc Tần sai Cai cơ Nguyễn Dương Lâm và Tham mưu Nguyễn Đình Phái chia quân làm hai cánh cùng tiến lên Chân Lạp. Nặc Ông Đài bỏ thành Nam Vang chạy vào rừng, để rồi bị thuộc hạ giết chết. Nặc Ông Thu (Ang Sor, em Nặc Ông Đài) ra hàng. Nặc Ông Thu là chính dòng con trưởng cho nên được cho lập làm chính quốc vương đóng ở Long Úc (thành Vũng Luông - Longvek).
Campuchia bị chia làm hai nửa. Nửa phía Đông do Nặc Ông Nộn làm Đệ Nhị vương hiệu là Padumaraja, đóng đô ở khu vực gò Cây Mai (thuộc Sài Gòn), với sự hậu thuẫn của chúa Nguyễn. Nửa phía Tây do Chính vương Chey Chettha IV (Ang Sor hay Nặc Ông Thu (1656-1725) là con thứ của Barom Reachea V) cai quản, đóng đô ở Long Úc (thành Vũng Luông - Longvek). Cả hai vị quốc vương đều dâng cống nạp cho cả Đàng Trong lẫn Xiêm.
Chúa Nguyễn cho lập quân đồn ở Sài Gòn, trên danh nghĩa để bảo vệ Nặc Ông Nộn, nhưng thực chất là để bảo vệ người Việt vào khai khẩn, buôn bán. Năm 1679, chúa Nguyễn bận đối phó với chúa Trịnh, nên đã tạo điều kiện cho khoảng 3 nghìn người nhà Minh (Dương Ngạn Địch, Trần Thượng Xuyên) chạy nạn vào khai khẩn ở nơi nay là Mỹ Tho và Biên Hòa. Về thực chất, vùng châu thổ sông Mê Kông vốn thuộc Campuchia trước kia đã bị nhà Nguyễn thâu tóm.
Năm Mậu Thìn (1688), Hoàng Tiến giết chết chủ tướng Dương Ngạn Địch rồi lập đồn ở Nan Khê (nay là sông Vàm Nao, thuộc tỉnh An Giang), thả quân đi cướp bóc sang cả Chân Lạp. Nặc Thu (Chey Chettha IV) bèn bỏ việc triều cống chúa Nguyễn và đắp ba lũy Bích Đôi, Cầu Nam và Nam Vang để làm kế phòng thủ. Chúa Nguyễn sai Thống binh Mai Vạn Long sang đánh Chân Lạp, giết được Hoàng Tiến và ép Nặc Thu lui về Longvek. Nặc Thu ra sức cố thủ, bày nhiều mưu kế khiến cho quân chúa Nguyễn không thể tiến thêm mà rút về. Các tướng được chúa Nguyễn phái đi đánh Chân Lạp là Mai Vạn Long và Nguyễn Hữu Hào lần lượt đều bị trị tội.
Năm 1692, chúa Nguyễn chinh phạt tiểu quốc Panduranga khiến một hoàng thân tên Po Chongchan (Po Choncăin) dẫn theo gia quyến và hơn 5.000 người Chăm bỏ sang Campuchia tị nạn. Những nhóm người này được Chính vương Chey Chettha IV cho định cư dọc xung quanh kinh đô Oudong, bên bờ sông Mê Kông. Người Chăm Mã Lai tiếp tục được triều đình Chân Lạp sử dụng làm quân binh hầu cận.
Năm 1695, sau khi ổn định và cải cách triều đình, Nặc Thu thoái vị để truyền ngôi cho cháu là Outey I (Ang Yong), vốn là con của vua anh đã mất là Keo Fa II (Ang Chea - Nặc Ông Đài).
Những năm cuối của thế kỷ XVII, khi chúa Nguyễn cho lập phủ Gia Định và một số đơn vị hành chính khác của Đại Việt xung quanh, Chey Chettha IV nổi giận chống lại chúa Nguyễn. Năm 1699, Nặc Thu lại cho đắp các lũy Bích Đôi, Nam Vang và Cầu Nam. Chúa Nguyễn Phúc Chu cử Nguyễn Hữu Cảnh làm Thống binh, cùng với Phó tướng Phạm Cẩm Long, Tham tướng Nguyễn Hữu Khánh đem quân lính, thuyền chiến hợp cùng tướng Trần Thượng Xuyên lo việc đánh Chân Lạp. Thủy binh của Nguyễn Hữu Cảnh đã đánh thành La Bích (Longvek). Nặc Ông Thu bỏ thành chạy, người cháu là Ang Em (Nặc Ông Yêm, con trai của Ang Nan) mở cửa thành ra hàng. Nặc Thu về sau cũng quy hàng. Phó vương Ang Nan sau đó trở về Srey Santhor đóng đô vì chúa Nguyễn đã lập phủ Gia Định.
Về sau, Nặc Thu nhường ngôi cho con là Thommo Reachea III (1690-1747) (húy là Ang Tham, Nặc Ông Thâm) lên nối ngôi. Năm 1708, Ang Tham (Nặc Ông Thâm) phải cầu viện quân Xiêm La để chống lại cuộc đảo chính của Ang Em (Nặc Ông Yêm). Ang Em thua chạy sang Gia Định cầu xin chúa Nguyễn hỗ trợ. Chúa Nguyễn sai quan cai cơ là Nguyễn Cửu Vân sang đánh Ang Tham. Nguyễn Cửu Vân sang phá được quân Xiêm La, đem Ang Em về thành La Bích. Từ đó Ang Tham ở Xiêm La cứ thỉnh thoảng đem quân về đánh Ang Em.
Năm Giáp Ngọ (1714), quân của Nặc Ông Thâm lấy được thành La Bích và vây đánh Nặc Ông Yêm nguy cấp. Chúa sai đô đốc Phiên Trấn (Gia Định) là Trần Thượng Xuyên và quan phó tướng Trấn Biên (Biên Hòa) là Nguyễn Cửu Phú sang giúp Nặc Yêm. Cha con Nặc Thu, Nặc Thâm thua, phải chạy sang Xiêm.
Năm 1715, Trần thượng Xuyên lập Nặc Ông Yêm (hiệu là Keo Fa III, Kiều Hoa đệ tam) lên làm vua Chân Lạp. Tháng 2 năm 1715, Nặc Thâm dẫn quân Xiêm đến cướp phá Hà Tiên.

### Chư hầu của Xiêm và Đại Việt
Nửa đầu thế kỷ XVIII chính là thời kỳ Đại Việt và Ayutthaya can thiệp sâu vào chính sự của Campuchia, tìm cách đưa người của mình làm vua Campuchia. "Tục nước Man [Campuchia], hễ anh em tranh giành nhau, không nhờ được ở ta [triều Nguyễn] thì chạy đến nước Xiêm, không nhờ được nước Xiêm thì chạy đến với ta."

#### Xung đột giữa Campuchia và Đàng Trong
Sau khi Ang Em mất, con là Satha II (1702-1749) (Nặc Ông Tha) lên nối ngôi. Năm 1729, một lãng nhân tên Prea Sot (Sá Tốt, ở tỉnh Baphum) xách động người dân Campuchia nổi dậy tàn sát tất cả người Việt ở trong vùng và quấy nhiễu ở Sài Gòn.
Trong giai đoạn này, lưu dân người Việt đã định cư nhiều tại khu vực quanh Sài Gòn và đồng bằng sông Cửu Long. Tuy nhiên, triều đình Campuchia vẫn quyết giữ lại vùng đất này, nơi vẫn còn rất đông người Khmer sinh sống và chống lại sự nhập cư của người Việt.
Những nhà truyền giáo người Pháp tường thuật lại rằng, năm 1731, quân Campuchia, cầm đầu bởi một kẻ tự xưng là nhà sư ở cảng Hà Tiên, đã thảm sát diệt chủng người Việt ở khắp Nam Kỳ. Quân Campuchia còn được hậu thuẫn bởi quan lại Khmer, đốt phá nhà của và thậm chí giết chết một vị quan lớn người Việt ở Sài Gòn, phá hủy nhà thờ của cha sứ dòng Franciscian. Quân đội Đàng Trong phản công hai lần nhưng thất bại trong các năm 1731-1732, triều đình Campuchia kiểm soát lại Nam Kỳ.
Chúa Ninh sai các tướng Trương Phước Vĩnh, Nguyễn Cửu Triêm, Trần Đại Định (con Trần Thượng Xuyên) đánh dẹp được Prea Sot. Chúa Ninh sai đặt sở Điều khiển ở Sài Gòn. Satha II sợ bị vạ lây, bèn cắt hai vùng là Pream Mesar (Mỹ Tho) và Longhôr (Vĩnh Long) dâng lên chúa Nguyễn để cầu hòa (1732).
Kỷ Mùi (1739), mùa xuân, Nặc Bôn (Nặc Bồn) nước Chân Lạp đánh phá Hà Tiên. Người Chân Lạp vì cớ mất đất nên oán Mạc Cửu. Khi Cửu đã mất, con là Mạc Thiên Tứ mới lên thay, Nặc Bôn bèn đem quân đến đánh. Thiên Tứ đem bộ thuộc đi đánh, chiến đấu suốt ngày đêm. Vợ Thiên Tứ là Nguyễn thị đốc suất vợ quân lính chuyển lương ăn và đem cơm nước cho quân, do đó, quân được ăn no. Thiên Tứ bèn đánh hăng, quân của Nặc Bôn bị tan vỡ. Tin thắng trận đưa đến, chúa trầm trồ khen ngợi và cho là lạ đặc cách trao cho Thiên Tứ làm Đô đốc Tướng quân, ban cho áo bào đỏ và mũ, đai. Nguyễn thị cũng được phong làm phu nhân. Bởi thế, Chân Lạp không dám nhòm ngó Hà Tiên nữa.
Từ năm 1737, nội bộ triều đình Campuchia đánh giết lẫn nhau. Năm 1747, Nặc Ông Tha bị cha con Ang Tham và Ang Snguon (có quân Xiêm hỗ trợ) đuổi đánh rồi chạy sang chết ở Gia Định. Ang Snguon (Nặc Ông Nguyên) lên ngôi hiệu là Chey Chettha VII (1709-1755). Nặc Nguyên chống đối chúa Nguyễn và hay ức hiếp người Côn Man (người Chăm, Mã Lai).
Một nhà truyền giáo người Pháp kể lại: từ năm 1751, chiến tranh xảy ra hàng ngày ở Campuchia. Năm trước họ [Campuchia] đã có cuộc chiến thảm khốc với Đàng Trong. Hai bên rất thù ghét nhau, người Campuchia giết bất cứ người Việt nào họ thấy, kể cả 3 ông quan Đàng Trong. Nhiều giáo dân Thiên chúa cũng bị giết hại. Ban đầu họ giết hết tù binh, sau này họ bán tù binh sang Xiêm làm nô lệ.
Theo nhà truyền giáo M. d'Azema, vua Ang Snguon đã vô cùng phẫn nộ sau khi hay tin con trai của mình bị giết khi đang làm con tin ở Đàng Trong. Tháng 6 năm 1750, Ang Snguon ra lệnh thảm sát toàn bộ người Việt trên lãnh thổ Campuchia và Nam Kỳ. Cuộc thảm sát vô cùng tàn bạo, chưa đầy 2 tháng, chủ yếu diễn ra từ Cahon (?) tới Hà Tiên, đã khiến cư dân người Việt, cả lương lẫn giáo đều bị giết, chỉ còn vài người chạy từ rừng ra biển tới Hà Tiên sống sót. Vị Chiêu Chùy (Chauvea, Tể tướng) Ếch có phần che chở cho các giáo sĩ Thiên chúa khi ra lệnh trục xuất người Thiên chúa khỏi Nam Kỳ ngay khi lệnh thảm sát diễn ra. Ông ta cho rằng người Việt đáng bị trừng phạt vì dám xúc phạm tôn giáo thiêng liêng [Phật giáo] của Campuchia.
Mùa đông năm Quý Dậu (1753), chúa Nguyễn Phúc Khoát sai Cai đội Thiện Chính (khuyết họ) làm thống suất, Ký lục Nguyễn Cư Trinh làm tham mưu, điều khiển tướng sĩ năm dinh Bình Khang, Bình Thuận, Trấn Biên, Phiên Trấn, Long Hồ đi đánh Nặc Nguyên. Quân chúa Nguyễn tiến đến Ngưu Chử (Bến Nghé), lập dinh trại, kén sĩ tốt, trừ bị thêm nhiều, để làm kế khai thác. Nặc Nguyên sau thua chạy đến Kompong Thom.
Mùa xuân năm Ất Hợi (1755), Nguyễn Cư Trinh đón hơn 5.000 trai gái dân Côn Man về trú dưới chân núi Bà Đinh (Bà Đen). Chúa sai Cai đội Trương Phúc Du làm Thống suất, dùng người Côn Man dẫn đường để tiến đánh Cầu Nam và Nam Vang và giết được một số Ốc nha. Nặc Nguyên chạy đến Hà Tiên nương tựa đô đốc Hà Tiên là Mạc Thiên Tứ.
Năm 1756, Nặc Nguyên nhờ Mạc Thiên Tứ làm trung gian, đổ lỗi việc sát hại người Côn Man do Chiêu Chùy (Chauvea, Tể tướng) Ếch gây ra, xin hiến đất hai phủ là Tầm Bôn (Tầm Đôn) và Lôi Lạp (nay là Tân An và Gò Công) để tạ tội.
Năm 1757 Nặc Nguyên mất, chú họ là Nặc Nhuận làm giám quốc. Nặc Nhuận (Neac Ang Nhuan) xin hiến đất Trà Vang (Trà Vinh, Bến Tre) và Ba Thắc (Sóc Trăng, Bạc Liêu) để cầu được chúa Võ Vương phong làm Vua. Song không lâu, Nhuận bị rể là Nặc Hinh nổi loạn giết chết cướp ngôi (1758).
Con của Nhuận là Ang Ton (Nặc Tôn) chạy qua Hà Tiên nhờ Mạc Thiên Tứ che chở và cầu cứu với chúa Nguyễn. Từ đây, uy thế của Mạc Thiên Tứ (Nak Phra Sothat) ở Cao Miên càng thêm lớn mạnh, nhất là sau khi Ang Ton lên làm vua.
Năm 1757, Nặc Tôn được chúa Nguyễn giúp lên làm vua Chân Lạp, xưng là Outey II. Nặc Tôn dâng đất Tầm-phong-long (Kampong Long) để tạ ơn chúa Nguyễn. Ngoài ra, Nặc Tôn còn tặng riêng cho Mạc Thiên Tứ năm phủ là: Kompong Som (Vũng Thơm), Kampot (Cần Bột), Chal Chun (Chưn Rùm hay Chân Sâm), Bantey M éas (Sài Mạt) và Raung Veng (Linh Quỳnh) để tạ ơn. Mạc Thiên Tứ bèn đặt xứ Rạch Giá (Giá Khê) làm đạo Kiên Giang, xứ Cà Mau làm đạo Long Xuyên. Đến đây (1757), kể như vùng đất Nam Bộ ngày nay đã thuộc về Chúa Võ.
Ang Non II (Nặc Non), con trai của Satha II, theo phe Xiêm và sau này là Tây Sơn để tranh ngôi với Nặc Tôn (phe chúa Nguyễn).
Năm 1769, vua Xiêm mới lên ngôi là Taksin (Trịnh Quốc Anh) gửi thư sang bắt Ang Ton phải thần phục và cống nạp cây vàng bạc. Ang Ton cự tuyệt yêu cầu của Taksin. Taksin sai các tướng là anh em Phraya Aphaironnarit và Phraya Anuchitracha, cùng với Nặc Ông Non mang quân về đánh lấy lại Cao Miên nhưng việc không thành, bèn đến phủ Lò Gò Vật đánh cướp rồi trở lui.

#### Sự quản lý của Xiêm
Đến thời chúa Nguyễn Phúc Thuần, quyền thần Trương Phúc Loan lộng hành, kinh tế sa sút. Đến năm 1771, khởi nghĩa Tây Sơn lại nổ ra, khiến cho sự can thiệp của chúa Nguyễn lên quốc gia ngoại biên là Chân Lạp càng suy giảm. Trong khi đó, quân Xiêm dưới thời Taksin rất mạnh và Taksin tham vọng củng cố quyền lực của mình ở khu vực.
Năm 1771, cho rằng Mạc Thiên Tứ gây hấn ở tỉnh Trat và Chanthaburi, vua Xiêm là Taksin sai tướng Chaophraya Chakkri theo đường bộ, mang quân sang tập kích phủ Nam Vang bắt mất dân hơn vạn người, lại gặp lúc đang xảy ra đại dịch bệnh nên xứ này bị tổn thất rất nặng. Giữa năm 1771, Taksin dùng Phray Philphit (Trần Liên) làm hướng đạo, đích thân chỉ huy đạo quân 20.000 người tiến chiếm và thiêu rụi Hà Tiên rồi đi theo một con kênh nhỏ lên hội quân ở Phnom Pênh với Chakkri. Trần Liên, vốn giữ chức Phó Tàu Vụ, được phong chức Phraya Rachasetthi để chiếm giữ Hà Tiên.
Năm 1772, chúa Nguyễn đem khoảng 10.000 quân cùng 300 chiến thuyền sang Chân Lạp đánh quân Xiêm và đưa Nặc Ông Tôn lên ngôi. Trình Quốc Anh làm áp lực tại Hà Tiên buộc quân Việt phải dừng chân tại Nam Vang không được tiến xa hơn. Sau cùng hai bên đi đến một thỏa thuận: chúa Nguyễn rút quân khỏi Chân Lạp và chấp nhận để Nặc Non (Ang Non II), người được vua Xiêm chỉ định, lên ngôi vua, còn quân Xiêm rút khỏi Hà Tiên.
Năm 1773, Trình Quốc Anh rút quân khỏi Hà Tiên, Phú Quốc và Hòn Đất, trả lại người con gái bị bắt làm tù binh cho Mạc Thiên Tứ. Ang Non II nhờ có quân Xiêm ở lại giúp nên lập triều đình riêng tại Kampot.
Tại Đàng Trong, chính quyền Chúa Nguyễn sụp đổ khi bị Tây Sơn từ Quy Nhơn (1773) đánh ra Phú Xuân, quân họ Trịnh từ Đàng Ngoài đánh vào (1774). Tàn binh và hoàng thân Đàng Trong phải chạy vòng vào Nam Bộ lánh nạn.
Năm 1775, Ang Ton nhận thấy không thể dựa vào chúa Nguyễn để đối đầu với phe thân Xiêm của Ang Non nữa nên quyết định nghị hòa. Theo đó Ang Non làm đệ Nhất vương (hiệu là Ramraja) và người em họ Ang Ton sẽ làm đệ Nhị vương (hiệu là Maha Uparayoj hoặc Narairaja). Một vị hoàng tử khác là Nak Ong Tham (Ang Tham hoặc Nặc Thâm) làm Maha Uparat (nhiếp chính) cho cả hai vị vua. Thỏa hiệp này không làm thỏa mãn các bên ở Cao Miên nhưng vua Xiêm hài lòng và phong cho Ang Non hiệu Phra Ramrachathirat Barombaphit.
Năm 1776, do Ang Non (hay Nặc Vinh theo cách gọi của sử nhà Nguyễn) thấy chúa Nguyễn Phúc Thuần đang bị Tây Sơn uy hiếp nên bỏ lệ triều cống. Chúa Nguyễn Phúc Thuần sai cháu là Nguyễn Ánh cùng Phó tiết chế Nguyễn Cửu Tuấn, Chưởng cơ Trương Phước Thuận, cầm quân đi đánh khiến Nặc Vinh phải xin hàng. Tuy nhiên, Xiêm thực lục thì cho rằng đội quân Nguyễn này thất bại và phải rút về.
Năm 1777, bấy giờ cả hai vị chúa Nguyễn là Nguyễn Phúc Thuần và Nguyễn Phúc Dương đều đã bị Tây Sơn bắt giết, Nguyễn Ánh được đưa lên ngôi chúa (1778).
Năm 1777, quan Cao Miên là Phraya Wibunrat (Su) muốn đưa Đệ Tam Vương Nak Ong Tham (Ang Tham Maha Uparat) lên làm vua nhưng bị ông này từ chối. Phraya Wibunrat (Su) quay lại tố cáo Ang Tham với Ang Non. Ang Non tin lời Su và ra lệnh giết Ang Tham. Trong khi đó, Đệ nhị vương Ang Ton vốn bệnh nặng đã lâu, nghe tin em trai Ang Tham bị giết lại càng thêm trở nặng. Mấy tháng sau Ang Ton đột ngột từ trần (có thể do bị đầu độc). Ang Ton có 3 người con gái là Nak-ong Men, Nak-ong I, và Nak-ong Phao, cùng một người con trai là Nak-ong Eng.
Lúc bấy giờ, năm 1778, tướng Xiêm là Chaophraya Surasiphitsanuwathirat đang dẫn quân đi đánh Vạn Tượng, lệnh cho Ang Non mộ quân sang giúp quân Xiêm. Ang Non lệnh cho quan Phraya Phrakhlang (Tham) đi tiếp tế quân Xiêm. Việc này gây ra nỗi thống khổ cho người dân Cao Miên, họ nổi dậy và giết Phraya Phrakhlang (Tham). Nhiều quan chức Cao Miên cũng đào ngũ hoặc trốn chạy như Phraya Decho (Thaen) cùng em trai là Phraya Saenthongfa (Piang).
Năm 1779, Ang Non sai Fa Thalaha (Mu, Chiêu Chùy Mô) đi bắt anh em Phraya Decho (Thaen) và Phraya Saenthongfa (Piang). Cả ba vị quan này quay sang hợp tác với nhau chống lại Ang Non. Do khi xưa, dưới thời Ang Ton, họ đã suýt giết chết Ang Non nên nghĩ rằng trước sau gì Ang Non cũng trả thù.
Các tướng Chiêu Chùy Mô và Đê Đô Luyện (Phraya Decho) giữ Phong Xuy để chống Ang Non. Ang Non tự mình dẫn quân đi dẹp loạn. Tướng Vị Bôn Xuy (Phraya Wibunrat (Su)) giữ La Bích (Banthaiphet) cũng phản lại Ang Non và cầu viện chúa Nguyễn ở dinh Long Hồ. Phraya Wibunrat (Su) sau đó đem con cái của Ang Ton dẫn đi và cướp phá, thiêu rụi kinh đô Banthaiphet.
Năm 1779, các tướng của chúa Nguyễn là Đỗ Thanh Nhân, Hồ Văn Lân và Dương Công Trừng đem quân đi đánh Chân Lạp.
Ang Non sau đó chạm trán với quân Việt và Talaha (Mu hoặc Fa Thalaha, Chiêu Chùy Mô) và bị bắt. Ang Non bị bỏ vào lồng sắt và ném xuống hồ Khayong gần Phanom Kamraeng vào năm 1779 hoặc 1780. Cũng có thuyết nói là Ang Non bị ám sát bởi quân Việt; còn bốn người con của ông bị giết ở thành Banthaiphet vào tháng 8-1779 bởi Phraya Wibunrat (Su) (sau lên chức Samdach Chau Phraya Kalahom).
Quân chúa Nguyễn lập con Nặc Tôn là Nặc Ấn (Ang Eng) làm vua, lưu Hồ Văn Lân ở lại bảo hộ. Chiêu Chùy Mô (Tể tướng Mô) đưa Ang Eng (Nặc Ấn hoặc Nặc Ong In - con Ang Ton) mới bốn tuổi làm quốc vương do Phraya Wang (Pok) giám hộ, còn bản thân thì làm Somdet Fa Thalahamaharatchabaphit. Các tướng Phraya Wibunrat (Su) thì trở thành Phraya Kalahom. Còn Phraya Saenthongfa (Piang) thì trở thành Phraya Chakkri. Một vị quan phe Ang Non tên là Phraya Yommarat (Baen) được tha mạng do là bạn thân của Phraya Kalahom (Su).
Vua Xiêm là Taksin rất tức giận trước tin tức về cái chết của Ang Non. Đồng thời, Taksin cũng muốn trị tội Phraya Yommarat (Baen) do ông này không bảo vệ được chủ. Somdet Fa Thahala sau đó giao Baen cho Xiêm. Nhưng Baen được Somdetchaophraya Mahakasatsuk che chở và không bị giết.
Năm Tân Sửu (1781), vua Xiêm La là Taksin chia quân làm 3 đạo, sai con là Chiêu Nỗi (Intarapitak) đánh phủ La Vách, tướng Phi nhã Chất Tri đánh phủ Lò Gò Vật, tướng Phi nhã Sô Sĩ (em ruột Chất Tri) đánh lộ Phong Xuy. Baen cũng đi theo quân Xiêm về nước. Chân Lạp xin viện binh Đại Việt, Nguyễn Ánh sai quan Chưởng cơ là Nguyễn Hữu Thoại (Thụy) và Hồ Văn Lân đem 3.000 quân sang cứu. Phraya Kalahom (Su) tự xưng là Somdetchaophraya. Ông bổ nhiệm Phraya Wibunrat (Pa) là Phraya Kalahom và nắm giữ binh quân Cao Miên tại Charoichangwa.
Tháng 3 năm Nhâm Dần (1782), Hữu Thoại cùng hai tướng Xiêm La giảng hòa rồi cùng phân địa giới nước Xiêm La, Chân Lạp, xong thì đem quân trở về. Chất Tri sau đó về Xiêm, giết vua Taksin và đoạt ngôi, xưng là Rama I. Hoàng tử Chiêu Nỗi (Intarapitak) con trai Taksin không hề hay biết về việc này.
Lúc bấy giờ, Tây Sơn tấn công quân Nguyễn ở Gia Định, Somdet Fa Thalaha (Mu) và Somdetchaophraya (Su) gửi quân sang giúp chúa Nguyễn nhưng thất bại. Không còn chỗ dựa của chúa Nguyễn, Somdetchaophraya Su muốn quay sang theo Xiêm nên Su nhờ người bạn thân là Baen giúp đỡ xin cho thần phục Xiêm.
Năm Quý Mão (1783), cựu thần của Ang Non là Ốc nha Nhum Rạch Bèn (Thượng thư bộ Hình) từ Xiêm về và phối hợp với Ốc nha Cao La Hâm Sưu (Suos) (Thượng thư bộ Thủy Hải quân, Samdach Chau Phraya Kalahom) tiến đánh và giết chết Chiêu Chùy (Tể tướng) Mô và Phraya Chakkri (Piang). Nhum Rạch Bèn sau đó lại mâu thuẫn và giết cả và Cao La Hâm Sưu. Lý do mà Phraya Yommarat (Baen) đưa ra là do vì Somdetchaophraya (Su) đã từng sát hại chủ nhân cũ của ông (tức vua Phra Ramracha [Nak-ong Non]). Tiếp theo đó, Phraya Yommarat (Baen) [Chiêu Chùy Biện] đã hành quyết toàn bộ những ai đã tham gia vào việc hành quyết vị cố vương Phra Ramracha [Nak-ong Non], chủ nhân cũ của ông.
Nhum Rạch Bèn sau đó tự xưng là Chauvea Baen (Chiêu Chùy Biện, Tể tướng Baen, Chaovéa Tolha Ben, Fa Thalaha).
Hay tin Cao La Hâm Sưu bị giết, thủ lĩnh Chăm Mã Lai (Đồ Bà, Java) là Toàn Sét Cháu Voi Vuốt (hoặc Doun Set từ tỉnh Tbong Khmum hoặc Phraya Mahathep và Phraya Worachen) khởi loạn, tiến đánh Oudong, Nam Vang. Nặc Ấn (Ang Eng), Chiêu Chùy Biện và Ốc nha Cao La Hâm Pok chạy tới Battambang rồi qua Xiêm. Vua Xiêm là Chất Tri sau đó bắt Ang Eng tới Vọng Các làm con nuôi, còn Chiêu Chùy Biện (Baen) được phong chức Chao Phraya Abhaya Bhubet và làm nhiếp chính vương Chân Lạp. Baen còn giao nộp luôn cả thanh bảo kiếm Preah Khan Reach, biểu chương hoàng gia, cho vua Xiêm.
Doun Set sau đó tự xưng thủ lĩnh ở Oudong và sắp đặt quân gốc Chăm Malay chốt giữ Chroy Changva và Phnom Penh.
Năm Giáp Dần (1784), Chao Phraya Abhaya Bhubet giết được Toàn Sét (Doun Set), viện binh của Xiêm La quét sạch luôn bè đảng quân Đồ Bà.
Thời điểm này cuối năm 1784, quân Tây Sơn đã đánh tan quân chúa Nguyễn ở Đàng Trong. Nguyễn Ánh phải sang Xiêm xin cầu viện và xảy ra trận Rạch Gầm – Xoài Mút. Chao Phraya Abhaya Bhubet đã huy động hơn 5.000 quân Chân Lạp để hỗ trợ Xiêm tấn công Gia Định.
Năm Ất Tỵ, (1785) Đô úy Trấn của Tây Sơn đánh cướp phủ Nam Vang sau khi liên quân Nguyễn Ánh - Xiêm - Chân Lạp thất bại trong trận Rạch Gầm - Xoài Mút.
Năm 1793, phiên vương Thuận Thành trấn là Po Tisuntiraidapuran (Nam sử gọi là Nguyễn Văn Tá / 阮文佐) theo phe Tây Sơn bị Nguyễn Ánh đánh bại. Phiên vương Po Krei Brei dẫn tùy tùng sang Campuchia lánh nạn. Lần này, người Chăm từ Việt Nam chạy sang Campuchia tị nạn rất đông.
Năm 1794, Rama I rút Chiêu Chùy Biện về giữ tỉnh Bắc Tầm Bôn, cho Ang Eng trở về Chân Lạp để lên ngôi quốc vương, hiệu là Narairaja III. Các đất Xiêm Riệp, Battambang và các vùng phía Tây Chân Lạp đều thuộc về nước Xiêm La, do Chiêu Chùy Biện cai quản. Thanh bảo kiếm Preah Khan Reach, biểu chương hoàng gia, cũng được vua Xiêm trả lại cho Ang Eng.
Ang Eng sau đó tin dùng các nhóm lính người Chăm Mã Lai. Một người Mã Lai tên Tuon Set Asmit (Tuon Pha, Tuen Phaow) được bổ nhiệm làm tỉnh trưởng Tbong Khmum.
Năm 1796, Ang Eng mất, con là Ang Chan (Nặc Ong Chân, Nặc Chăn) còn nhỏ, mới khoảng hơn 4 tuổi, nhân đó vua Xiêm Rama I không đưa Ang Chan lên ngôi. Thay vào đó, vua Xiêm cử quan bảo hộ là Pok, thay cho cựu nhiếp chính Chiêu Chùy Biện, sang Cao Miên cai trị trong 10 năm.

#### Phiên thuộc của Việt Nam
Năm 1806, sau khi Pok chết, triều đình Xiêm La mới chấp nhận đưa Ang Chan về nước để lên ngôi vua Cao Miên. Trước đó, năm 1802, Nguyễn Ánh đã đánh bại Tây Sơn, thống nhất Đại Việt. Nặc Chân sau đó không muốn theo Xiêm La nữa mà sai sai sứ thần là Ốc nha Bôn Lịch đến xin được thần phục vua Gia Long nước Việt Nam.
Năm 1807, Gia Long phong cho Ang Chan II (Nặc Chân) làm Quốc vương Cao Miên rồi sai Ngô Nhơn Tĩnh, Trần Công Đàn làm Chánh phó sứ mang sắc phong và ấn mạ vàng có núm hình lạc đà đến Chân Lạp, làm lễ sách phong, rồi định ra lệ cống tiến mỗi 3 năm 1 lần, lấy năm 1807 làm đầu.
Vật cống gồm: 2 thớt voi đực (mỗi con cao trên 5 thước ta), 2 sừng tê, 2 ngà voi, 50 cân đậu khấu, (từ đây trở xuống mỗi thứ thêm 5 cân) 50 cân sa nhân, 50 cân sáp vàng, 50 cân tử ngạnh, 50 cân trần hoàng, 20 vò ô tất. Sứ bộ gồm một Chánh sứ, 1 Phó sứ, 2 thông ngôn, 6 tùy tùng, cộng [17b] lại là 10 người. Đến kỳ dâng biểu và vật cống, vào tháng 4 đoàn sứ phải đến thành Gia Định để trình kiểm phẩm vật, sau khi được xem xét xong thì ủy cho người dẫn theo đường trạm hộ tống đến kinh để nộp, còn những việc cung đốn khoản đãi thì đã có cơ quan bộ Lễ cứ theo lệ mà làm.
Năm 1809, vua Xiêm La Rama II lên ngôi. Vua Xiêm cho quân đưa các em của Nặc Ong Chân là Nặc Ong Nguyên (Ang Suguon), Nặc Ong Yêm và Nặc Ông Đôn (Ang Duong) về Cao Miên rồi lệnh cho Nặc Ong Chân phải chia đất Campuchia ra cho Nặc Nguyên làm Nhị vương và Nặc Yêm làm Tam vương.
Nặc Ong Chân còn chưa chịu thi hành thì vừa gặp lúc tháng 8 niên hiệu Gia Long thứ 8 (1809), vua Xiêm gửi trát nói rằng Xiêm La có chiến sự với Miến Điện ở vùng Thalang, nên bắt Chân phải mang một vạn binh Chân Lạp, nhưng phải có đủ 3.000 binh đi trước theo đường biển đến thành Vọng Các  để chờ lệnh sai khiến.
Nhưng số lính chưa kịp xuất phát thì vào ngày 13 tháng ấy, Ốc nha Cao la hâm Mang và Ốc nha Ca tri Bèn (hai người này thân Xiêm) mưu làm phản, bị Nặc Ông Chân giết. Đồ đảng là Đê Đô Minh chống lại Chân và chiếm lấy phủ Phong Xoài. Quan Chao Phraya Abhaya Bhubet  lo đắp đồn Bắc Tầm Bôn có ý muốn hại Nặc Ông Chân. Từ đây, Nặc Chân bắt đầu nghiêng hẳn sự lệ thuộc về phía Việt Nam và tăng cường phòng bị Xiêm.
Ngày mùng 8 tháng 11 mùa đông, Gia Long ra chiếu cho Khâm sai Tổng trấn Chưởng Chấn võ quân Nhơn Quận công đích thân đem đại binh đi kinh lược Cao Miên để gây thế bảo hộ.
Lúc ấy tướng Xiêm là Phi nhã Rồng Mang, Phi nhã Na Trật và Phi nhã Ba Lạc Ân Gò Rạch đem đại binh đến đóng ở Bắc Tầm Bôn. Nặc Ong Chân xin binh bảo hộ. Ngày mùng 7 tháng 12, Nhơn Quận công tiến quân đến dinh La Vách (chỗ ở của Quốc vương Cao Miên) để trù tính việc ngoài biên, quân Xiêm thấy thế nên đóng yên không dám khinh động. Ngày 14 tháng 1 năm 1811, Nhơn Quận công đem quân về thành Gia Định.
Năm 1811, xảy ra cuộc nổi loạn lật đổ Ang Chan II. Ngày 16 tháng 12 mùa đông năm Tân Mùi (1811), Nặc Ong Nguyên đang đêm, chạy trốn từ Oudong qua trú ẩn ở phủ Pursat (Phủ Lật), phần nhiều các tội thần của Cao Miên đang ẩn trốn đều theo về với y. Nặc Ong Chân sai bốn vị Ốc nha là Rạch, Y, Giá và Thiên lần lượt đến đón, Nặc Ong Nguyên chống lệnh, lại còn bắt giữ bọn Thiên, mặt khác lo sửa sang binh bị và cho đòi lại đất 3 phủ Ca Gò, Phủ Trông và Phủ Trong. Nặc Ong Chân rất lo sợ bèn đem việc ấy báo với nhà Nguyễn.
Thành Gia Định ủy cho trấn thủ Định Tường là Chưởng cơ Thoại Ngọc hầu Nguyễn Văn Thoại đem 500 quân đến dinh La Vách giả vờ đốn gỗ, thực ra đó là kế sách bảo hộ Cao Miên.
Lúc ấy vua Xiêm sai thêm Phi nhã Nhum Ba Lạc (Chau phraya Yumarat) làm Đại tướng quản lĩnh binh tướng của bọn Phi nhã Thái Nam đem quân tiếp đến Bắc Tầm Bôn, khí thế rất hung hăng.
Ngày 24 tháng 3 mùa xuân năm Nhâm Thân (1812), tướng Xiêm Phi nhã Nhum Ba Lạc chia quân ra làm 2 đạo thủy lục tiến thẳng đến dinh La Vách, Thoại Ngọc hầu đem quân binh ngăn lại khiến chúng không dám xâm phạm. Ngày 28, Nặc Ong Chân đưa môn quyến xuống thuyền rồi giục bọn bề tôi chạy xuống đạo Tân Châu, em của Nặc Ong Chân là Nặc Ong Yêm và Nặc Ong Đuông thì trước đêm 29 đã đầu hàng quân Xiêm. Viện binh của Gia Định sau đó hộ tống đưa đoàn người còn lại của Nặc Ong Chân về thành (Tân Châu).
Thoại Ngọc hầu thống quản đồn Oai Viễn, còn Dung Ngọc hầu Nguyễn Văn Dung thì đóng ở xứ Lò Yêm (Lvea Aem ល្វាឯម), trấn thủ Vĩnh Thanh là Tường Quang hầu Lưu Phước Tường đóng ở đạo Châu Đốc để gìn giữ nơi địa đầu. Quân Xiêm đóng tạm tại Vũng Long, niêm phong kho tàng, sửa sang thành lũy, không có ý tiến quân. Ngày 15 tháng 4, quan quân bố trí Nặc Ong Chân ở tại một ngôi dinh thự bên bờ sông cái cạnh phía đông thành (Tân Châu), còn bọn tùy tùng như bề tôi, binh lính, trai gái lớn nhỏ đều được cấp tiền gạo đầy đủ.

Ngày 15 tháng Giêng mùa xuân năm Quý Dậu (1813), nước Xiêm sai sứ là Phi nhã A Ha Mặc (Chau Phraya Maha Animat) và Phi nhã Lạc Đô Tha Sá Thông Sừ đến thành Gia Định trình quốc thư rồi theo đường trạm đến kinh đô bái kiến. Đại để trong thư viết:
Nặc Ong Chân với Nặc Ong Nguyên vốn tình thân anh em ruột thịt nhưng họ đã không có lòng hiếu hữu. Khi Nặc Ong Nguyên chạy trốn qua phủ Phủ Lật để chỉ xây dựng kế phòng thân, thì Nặc Ong Chân lại cho quân truy nã rất gắt, gây thành cuộc đánh giết lẫn nhau. Chỉ vì sợ tổn thương tình máu mủ mà lại phụ nghĩa vun bồi của hai nước (Xiêm - Việt) mình, nên nước chúng tôi mới sai trọng thần thân tín đến nơi để hòa giải, ngờ đâu Nặc Ong Chân bỏ nước mà đi, đành phải niêm phong kho tàng, sửa sang thành lũy để đợi y trở về.
Ngày 15 tháng 2, Gia Long hạ chiếu cho Tổng trấn thành Gia Định là Chưởng Tả quân Bình Tây tướng quân Duyệt Quận công Lê Văn Duyệt và Hiệp tổng trấn Thượng thư bộ Công là Tĩnh Viễn hầu Ngô Nhơn Tĩnh rằng:
Trong thư của vua Xiêm, lý tình rất thuận hòa đôn hậu, các khanh nên sửa soạn thuyền bè binh bị để cùng sứ nước Xiêm đưa Nặc Ong Chân về nước.
Ngày mồng 3 tháng 4, Duyệt Quận công và Tĩnh Viễn hầu thống lãnh thuyền chiến và 13.000 quân cùng với sứ nước Xiêm là bọn Phi nhã A Ha Mặc hộ tống Nặc Ong Chân lên đường. Vua cấp cho tiền đi đường là 5.000 quan, ban lúa kho là 20.000 phương và bạc thỏi trị giá 10.000 quan để chi dùng.
Ngày 14, quan quân đến dinh La Vách cùng hội kiến với các tướng Xiêm là Phi nhã Phì Sai Phủ Liên Tra và Phi nhã Phì Phạt Phạt Cô Sả để sửa sang sắp đặt mọi việc.
Ngày 18 tháng 7, quân Việt đắp xong thành Nam Vang rồi rước Quốc vương đến ở, tướng nước Xiêm bàn giao kho tàng thành lũy xong rồi triệt binh về nước. Các em của Quốc vương là Nguyên, Yêm và Đuông thì đã ngầm trốn sang Xiêm La từ trước. Tháng 8, giao Chưởng cơ Thoại Ngọc hầu cùng 1.500 quân ở lại để bảo hộ nước Cao Miên. Ngày 16, Duyệt Quận công và Tĩnh Viễn hầu dẫn toàn quân khải hoàn. Từ đó tình giao hảo láng giềng càng tốt đẹp, nước Cao Miên cũng do đó mà được yên ổn.
Ngày 26 tháng 8, dựng đài An Biên ở xứ Ngỗi Tràng Oa (Chroy Changvar), trên đài dựng nhà Nhu Viễn, đến những ngày lễ như Tết, Trừ tịch, Đoan dương, Vạn thọ, ngày rằm mồng một thì vua tôi nước ấy đến trước tiền đường chiếu theo nghi thức để làm lễ vọng bái. Ngày 25 tháng 9, Gia Long ban dụ cho Chưởng cơ Thoại Ngọc hầu Nguyễn Văn Thoại (Bảo hộ Thoại) và Tham tri bộ Binh là Đàn Ngọc hầu Trần Văn Đàn đóng quân giữ thành Nam Vang để bảo vệ cho nước Cao Miên.
Ngày mùng 5 tháng 10, đồn Lò Yêm (Lovea Em, đối diện kinh đô Nam Vang bên kia sông) được xây xong, lấy đó làm nơi chứa tiền và lương thực cho các súc. Ngày mùng 2 tháng 12, Gia Long ban triều phục cho Nặc Ong Chân như khăn bịt đầu nạm vàng, áo mãng bào màu hồng và đai lưng có đính ngọc.
Năm 1815, Bảo hộ Thoại thúc ép Nặc Chân tấn công để lấy tỉnh Battambang bằng chính quân đội Chân Lạp. Cuộc tấn công thất bại, Nặc Chân bị cả Xiêm lẫn Việt Nam quở trách. Vị quan gốc người Chăm là Samdech Chau Ponhea Tei (Tham đích Tây, Tham đích Châu Bôn Nha) phải chịu tội thay cho Nặc Chân.
Ngày mùng 6 tháng 7, mùa thu năm Bính Tý (1816), Gia Long ban quan phục cho các quan văn võ nước Cao Miên. Từ đó y phục, đồ dùng của quan dân nước Cao Miên đều bắt chước theo phong tục triều đình Việt Nam. Các phong tục Campuchia như mặc áo xỏ qua đầu, dùng vải vận làm quần (xà rong), quỳ dài mà lạy, bốc cơm ăn đều bị cấm.
Năm 1819, Việt Nam bắt đầu đào kênh Vĩnh Tế. Một lượng lớn nhân công được huy động từ Campuchia sang hỗ trợ, làm gia tăng căng thẳng giữa người Campuchia với triều Nguyễn.
Năm 1820, một người tên Kế (Sư Kế, Kè) nổi dậy và giết cả Ốc nha Thomma Decho, tỉnh trưởng Ba Phnum. Sư Kế chiêu dụ hàng nghìn người Campuchia và đánh phá các nơi có quân Việt Nam đang lập đồn bảo hộ. Nặc Chân sai các quan gốc Chăm là Samdech Chau Ponhea Tei (Tham đích Tây) và Chauvea Tuon Pha (Tể tướng, Chiêu Chuỳ Đồng Phù), cùng với các tướng Narin Kol (Na Côn) và Ke Preal (Kế Luyện) mang quân đi hỗ trợ quân Việt đánh Sư Kế. Tuy nhiên, Samdech Chau Ponhea Tei, Narin Kol và Ke Preal làm phản và quay sang giết quân Việt rồi theo phe Sư Kế.
Tổng trấn Tả quân Lê Văn Duyệt được lệnh trở vào Gia Định để cùng Phó tổng trấn Hoàng Công Lý lo việc đánh đuổi. Nguyễn Văn Trí và Nguyễn Văn Thuỵ sau đó cùng với Chiêu Chuỳ Đồng Phù phá được quân sư Kế ở Nam Vang. Quân sư Kế lúc sau bị thua ở Koh Sotin (Cổ Nha Chăn), đều phải bỏ trốn. Nguyễn Văn Trí đánh phá, giết được sư Kế ở Ba Tầm Lai (tên đất, ở phủ Thời Thu). Vệ uý Lê Kim Nhượng và Trần Văn Quế đuổi đánh dư đảng của sư Kế ở Lang Sóc (tên đất), phá luôn được, giặc tan tác hết. Tham Đích Tây, Kế Luyện, Na Côn lần lượt về hàng. Lê Văn Duyệt tâu xin rút binh, nhưng để Nguyễn Văn Thuỵ với 700 quân sĩ lưu lại bảo hộ nước Chân Lạp, đợi khi nào nước ấy tạm yên sẽ trở về Châu Đốc, kiêm giữ Hà Tiên để bớt số thú binh.
Nặc Chân sau đó lại gửi mật thư cho Gia Định báo là Chiêu Chùy Tôn La Ca Đồng Phù (Chauvea Talaha Tuon Pha) ngang nghịch vô đạo, xin triều đình Huế bắt giúp. Tuy nhiên, có ý kiến cho rằng quân Nguyễn nhận ra Chauvea Talaha Tuon Pha chính là Tuon Set Asmit (Tuon Pha, Tuen Phaow), một thủ lĩnh người Chăm theo Tây Sơn chống chúa Nguyễn năm xưa ở Panduranga, nên bắt Nặc Chân phải xử tử.
Tất cả bọn người Tham Đích Tây, Kế Luyện, Na Côn, Đồng Phù sau đó đều bị giải về cho Ang Chan xử tử.
Năm 1822, Chánh Chưởng (Cơng Can-Po Chơn), vị vua cuối cùng của Champa rời kinh đô Bal Canar (Tịnh Mỹ - Phan Rí) lưu vong tại Campuchia.
Năm 1824, Nặc Chăn, hiến tặng nhà Nguyễn thông qua Nguyễn Văn Thoại (để trả ơn Thoại), 3 vùng Chân Sum (còn gọi là Chân Thành hay Chân Chiêm, nằm giữa Giang Thành và Châu Đốc), Mật Luật (Ngọc Luật, cũng nằm giữa Giang Thành và Châu Đốc), Lợi Kha Bát (Prey Kabbas tỉnh Takeo). Nhà Nguyễn chỉ lấy 2 đất Chân Sum và Mật Luật (Mật Luật sau thành đất huyện Tây Xuyên). Chân Sum sau được phân vào hai huyện Hà Âm và Hà Dương từng thuộc phủ Tĩnh Biên tỉnh Hà Tiên, trước khi chia về cho tỉnh An Giang.
Năm 1833, quân Xiêm cùng Nặc Yêm, Nặc Đôn (Nặc Nguyên đã chết 1 năm trước đó) tấn công Chân Lạp và Đại Nam (Chiến tranh Việt – Xiêm (1833-1834)). Lần đánh này phe Xiêm tuy thất bại nhưng trên đường rút xui, họ đã tàn phá thành quách và bắt vô số dân Chân Lạp về Xiêm.
Cuối năm giáp ngọ (1834), Nặc Chân mất, không có con trai, quyền cai trị trong nước về tay các quan Trà Long và La Kiên.
Đến năm ất mùi (1835), Trương Minh Giảng xin lập người con gái của Nặc Chân tên là Ang mey (Ngọc Vân) lên làm quận chúa, rồi đổi nước Chân Lạp ra làm Trấn tây thành, chia ra làm 32 phủ và 2 huyện. Đặt một tướng quân, một tham tán đại thần, một đề đốc, một hiệp tán, và 4 chánh phó lĩnh binh, để coi mọi việc quân dân. Ở các chỗ yếu hại, lại đặt chức tuyên phủ, an phủ để phòng ngự. Từ giai đoạn này, nhà Nguyễn chuyển sang cai trị Chân Lập.
Trong giai đoạn này, người Chăm Mã Lai ở Chân Lạp được nhà Nguyễn tin dùng, đặt quân Chăm Mã Lai làm 3 cơ, Nhất, Nhị, Tam (dân Chàm 823 người làm 2 cơ An man Nhất và Nhị; dân Chà Và 223 người làm cơ An man Tam). Ba cơ An Man này của người Chăm Mã Lai được nhà Nguyễn khen ngợi "chỉ biết hướng mộ triều đình, ra sức bắt giặc, trước sau sai phái, không khác lính Kinh". Khen thưởng Cai đội cơ Nhất sung Quản cơ là Vũ Khiêm (Hu Khiêm), Cai đội cơ Nhị sung Quản cơ là Tôn Ly, đều thưởng thụ Phó quản cơ, thí sai Quản cơ, Chánh đội trưởng cơ Tam sung Phó quản cơ là Đào Kim thưởng thụ Cai đội, thí sai Phó quản cơ. Tuy nhiên, việc ưu ái người Chăm Mã Lai của nhà Nguyễn cũng khiến họ bị người Khmer bản địa nghi kỵ, ganh gét và xua đuổi.
Năm 1839, Nặc Yêm nhân lúc Đại tướng Xiêm là Chất Tri đang về Vọng Các, liền ngầm đem hơn 9.000 dân Chân Lạp đào tẩu sang đất Trấn Tây, hi vọng được cho làm vua Chân Lạp. Nhưng vua Minh Mạng không cho, bắt gia quyến Nặc Yêm về Gia Định xét xử.
Liền sau đó, Trương Minh Giảng lệnh cho các quan Chân Lập là Trà Long, La Kiên và Nhâm Vu đi tập kích quân Xiêm lúc không có chủ tướng. Tuy nhiên, bọn họ không nghe lệnh do sợ quân Xiêm. Điều này khiến cho những vị quan người Chân Lạp này sau đó, năm 1840, khi sang Việt Nam chầu đều bị bắt tội và cộng thêm tội kê khai thiếu nhân khẩu người Chân Lạp nên đã bị lưu đày đi Bắc Hà. Quan lại người Chân Lạp ở Trấn Tây thêm bất bình và nổi dậy ngày càng đông.
Cùng năm 1839, nhà Nguyễn cho sáp nhập các xứ Ba Xuyên, Ô Môn, Ngọc Luật, Chân Thành vào hai tỉnh An Giang và Hà Tiên.
Năm 1840, Ngọc Biện (chị Ang Mey) và gia nhân bị kết tội chết do liên lạc với phe thân Xiêm. Ngọc Vân, Ngọc Thu và Ngọc Nguyên thì bị giải về Gia Định quản thúc. Người Chân Lạp vì lẽ đó mà đã uất ức lại thêm phần chán ghét. Đến thời vua Thiệu Trị (1841), mới biết là Ngọc Biện bị oan.
Ngoài ra, cuối đời Minh Mạng (1840), quyền lĩnh Tuần phủ Hà Tiên là Lê Quang Huyên bắt được thư của người Chân Lạp nói về việc họ bị Trấn Tây Tướng quân [Trương Minh Giảng] chèn ép và phái viên đo ruộng nhũng nhiễu về việc mua vàng. Họ cũng không chấp nhận việc Trấn Tây Tướng quân [Trương Minh Giảng] đòi cưới quận chúa Ngọc Vân [Ang Mey] làm vợ.

#### Chư hầu của cả Xiêm và Đại Nam
Năm 1841, vua Minh Mạng mất, Thiệu Trị lên nối ngôi. Ngọc Vân lúc này mới được cho trở về Nam Vang. Tình hình ở Chân Lạp vô cùng bất lợi với nhà Nguyễn. Tướng Xiêm là Phi Nhã Chất Tri (Chao Phraya Bodin Decha) bắt đầu cho quân tấn công Trấn Tây. Quân Việt lại giao chiến với quân Xiêm (Chiến tranh Việt- Xiêm (1841-1845)). Tại Nam Kỳ, nhà Nguyễn cũng phải đối phó với nhiều cuộc nổi dạy của người gốc Khmer như Lâm Sâm, Thất Sơn, Ba Xuyên.
Cuối năm 1841, thấy việc binh bị tốn kém, vua Thiệu Trị sai bỏ Trấn Tây thành, rút binh về An Giang. Ang Mey và các em gái theo quan quân Đại Nam về ở thôn Châu Phú, thành Châu Đốc, tỉnh An Giang. Quân Xiêm và Ang Duong tiến vào chiếm thành Nam Vang.
Năm 1843, quân Xiêm đưa Ang Duong (Nặc Ông Đôn) lên ngôi ở U Đông. Tới năm 1844, quân Xiêm - Campuchia phải rút hết về Oudong, bỏ trống thành Phom Penh do nạn đói hoành hành. Quân Nguyễn sau đó tiến vào lấy lại Phom Penh.
Tháng 9 âm lịch năm 1845, Nguyễn Tri Phương và Doãn Uẩn vây hãm thành U Đông, buộc quân Xiêm do Phi Nhã Chất Tri chỉ huy phải giảng hòa. Hai bên đình chiến. Chất Tri hẹn với quân Nguyễn sẽ gửi thư về xin ý kiến quốc vương.
Tháng chạp năm Bính Ngọ (1846), Nặc Ông Đôn dâng biểu tạ tội và sai sứ đem đồ phẩm vật sang triều cống, nhìn nhận sự bảo hộ của cả Xiêm và Việt Nam.
Tháng 2 âm lịch năm Đinh Mùi (1847), vua Thiệu Trị phong cho Ang Duong làm Cao Miên quốc vương (ý trao cho làm chủ toàn cõi Cao Miên gồm cả Nam Vang lẫn Oudong) và phong cho Ang Mey làm Cao Miên quận chúa (ý trao cho làm chủ vùng Trấn Tây (Nam Vang) nhà Nguyễn kiểm soát).
Thiệu Trị lệnh cho quân nhà Nguyễn ở Trấn Tây rút về An Giang.  Quân đội Xiêm La do Phi Nhã Chất Tri chỉ huy cũng rút về Battambang (vùng đất Thái Lan chiếm đóng của Campuchia trong suốt thế kỷ XIX) một năm sau đó (04-1848), Campuchia được độc lập trong vùng lãnh thổ nguyên là đất Trấn Tây giai đoạn (1836-1840), bao gồm cả Nam Vang và Oudong.

### Thời kỳ độc lập

#### Thời kỳ vua Ang Duong
Sau khi lên ngôi, Ang Duong chọn đóng đô ở Oudong Meanchey (Oudong Chiến thắng) và cố gắng hồi phục lại vương triều. Trái ngược với người anh Ang Chan thân Việt Nam, Ang Dương thực hiện nhiều chính sách thân Xiêm và có thái độ thù nghịch nhà Nguyễn. Các hoàng tử Reachea Vatei và Ang Bhim hoặc Sivotha được gửi sang Băng Cốc làm con tin và học tập. Các đồn lính cũ của quân Nguyễn bị phá bỏ. Nhiều ngôi chùa Phật giáo được xây dựng. Hệ thống quan lại (ốc nha) ở các tỉnh được tổ chức lại hoàn toàn nhằm xóa bỏ tất cả chính sách trước kia của nhà Nguyễn ở Trấn Tây.
Năm 1848, Tự Đức năm thứ 1, nước Xiêm làm lễ phong cho Ang Duong làm vua nước Cao Miên. Ang Duong sau đó có cho thuyền đi nước ngoài và có mang theo các đạo trưởng Tây dương để chiêu dụ dân chúng. Năm 1851, Ang Duong cho sứ sang xin 3 việc: trả lại kinh Phật; trả lại các xứ Ô Môn, Thất Sơn, Ba Xuyên, Kiên Giang; mượn đường sông Vĩnh Tế để ra biển thông thương. Vua Tự Đức bác bỏ. Ang Duong sau đó mấy tháng lại xin cho dời lùi các đồn bảo Bình Di và Khánh An thì sẽ không nhắc chuyện đòi Thất Sơn, Ba Xuyên nữa. Vua Tự Đức cũng bác bỏ.
Năm 1853, thông qua cha sứ Jean-Claude Miche (đại diện Tông tòa Campuchia), Ang Duong sai một Ốc nha gốc Bồ Đào Nha và theo đạo Thiên chúa đi sang Singapore để chuyển quốc thư cho vua Napoleon III nước Pháp. Nhưng không thấy hồi âm.

Năm 1856, sứ giả nước Pháp là Charles de Montigny trên đường đi Xiêm, Việt Nam đã ghé qua Campuchia. Tuy nhiên, vua Rama IV trước đó đã phát hiện ra ý định hợp tác với nước Pháp của Ang Duong. Dưới áp lực của Xiêm, Montigny không đạt được một thỏa thuận quan trọng nào ở Campuchia. Bên cạnh đó, các quan chức Xiêm, Campuchia còn xúi giục nước Pháp chiếm đảo Phú Quốc (Koh-doot, Koh Tral) từ tay nhà Nguyễn. Sau đó (1857), Ang Duong lại tiếp tục gửi thư cho Napoleon với nội dung mong muốn làm bạn với nước Pháp và "tố cáo" việc mất đất vào tay người Việt:
...Người Việt đã từ từ lấy mất đất đai Campuchia từ thời cha tôi, vua Ang Eng... mỗi lần họ lừa chúng tôi để lấy đi một hai tỉnh... Những năm đầu 1800, vua Gia Long không cho chúng tôi thu thuế người Khmer ở tỉnh Preah Trapeang [Tra-vinh] mặc dù trước đó ông ta cho chúng tôi quyền đó vì đã có công giúp ông ta đánh quân Tây Sơn. Con ông ta là Minh Mạng sau đó còn cho đào một con kênh (Vĩnh Tế) nối liền Hà Tiên tới Mat Chrouk [Chaudoc], thiết lập chính quyền các tỉnh đó và cho dân Việt đến sinh sống. Minh Mạng còn định chiếm Campuchia sau khi Ang Chan mất. Ngoài ra, Minh Mạng còn bắt giam các con Ang Chan và nhiều ốc nha Chân Lạp... Do vậy nên vua Xiêm mới cho tôi trở về nước cùng với tướng Bodin và 5.000 quân. Nước Xiêm giúp tôi đánh nhau với quân Việt suốt 8 năm, buộc họ phải chịu giảng hòa. Vua Việt Nam sau đó cho phép các thành viên hoàng gia và ốc nha trở về Campuchia, ban cho tôi ấn tín. Ông ta còn hứa sẽ trả lại các tỉnh của Campuchia bị chiếm đóng trước đây. Bodin và tôi thấy thế cũng hợp lý vì được đoàn tụ gia quyến, ốc nha và lấy lại được các tỉnh; vậy nên tình hữu nghị với Việt Nam được phục hồi. Sau đó, mấy tỉnh đã hứa không được Việt Nam trả lại, thậm chí họ còn không cho tôi thu thuế dân Khmer ở các tỉnh đó. Người Campuchia cũng không được buôn bán với ngoại quốc...
... Những tỉnh bị Việt Nam chiếm là Đồng Nai, chiếm hơn hai trăm năm trước, và gần đây, Saigon, Long Hồ, Sa Đéc, Mĩ Tho, Châu Đốc, Kramuon Sar [Rạch Giá], Oubon, Tukhmau [Cà Mau], Peam [Hà Tiên], Koh Tral [Phú Quốc] và Koh Tralach [Côn Đảo].
Do đó, nếu người Việt mà nhượng những đất này cho nước Pháp, xin người đừng chấp nhận vì đó là đất đai bản thổ của Campuchia. Từ bờ Tây sông Sài Gòn tới Pream, và hai đảo phải thuộc lãnh thổ Campuchia như trước kia. Dẫu vậy, chúng tôi cũng không đòi hỏi quyền đối với các đất đai ở bờ Đông sông Sài Gòn vì người Việt đã lấy chúng từ rất lâu...
Năm 1857, Xiêm cho hai hoàng tử là Norodom Prom Barirak và Sisowath Preah Keovea được trở về Oudong.

#### Những cuộc bạo loạn cuối triều Ang Duong
Sang năm 1858, một số cuộc nổi dậy nổ ra như người Khmer ở gần biên giới Tây Ninh và đặc biệt là người Chăm Mã Lai ở Tbuong Kmoum. Người Chăm Mã Lai nổi dậy dưới sự kêu gọi của các thủ lĩnh Tuon-Him (Tôn Hiên, Mbauv Nasa Him, Tvan Mbauv Nasa), Tuon-Su (Tôn Ca?) và Tuon-it (Tôn Ích). Ba thủ lĩnh này còn có một người anh em tên Tuon-li (Tôn Lý) làm ốc nha ở kinh đô Oudong. Bọn họ được cho là con của vị quan Chauvea Talaha Tuon Pha ngày trước. Ang Duong phải đích thân cầm một đạo quân lớn đi đánh dẹp. Thủ lĩnh Tôn Ca bị giết, tàn quân Chăm Mã Lai thua, dẫn cả nghìn người chạy sang Châu Đốc xin Tổng đốc An - Hà là Nguyễn Công Nhàn cho tị nạn.
Những người dân gốc Chăm Mã Lai khác ở Tbuong Kmoum được vua Ang Duong cho di cư đến Pursat, Lovek, Kampong Tralach, Kampong Luong và Phnom Penh. Nhóm người Chăm này có lẽ thuộc hệ phái Chăm Imam Sann (Cham Jahed, Cham Bani, Cham Sot) khác với nhóm Chăm Chvea (Jawa Kur) của anh em Tuon-li. Khoảng 6.000 người Chăm Imam San (chiếm gần 1/4 dân chúng Islam) theo lệnh vua Ang Duong, thông qua sự chỉ đạo của Tuanku Po, đã di cư từ Tbuong Kmoum sang phía Tây kinh đô Oudong.
Sang năm 1859, quân Chăm Malay lại từ Châu Đốc đột kích sang Campuchia giải cứu những người thân bị bắt. Ang Duong vô cùng tức giận, sai quân sang Châu Đốc đòi người. Bấy giờ, quân Pháp đã nổ súng đánh chiếm Gia Định nên triều đình Huế không muốn can thiệp chuyện Campuchia. Nguyễn Công Nhàn chỉ bắt giao Lê Văn Chiểu, người bày mưu giúp dân Chăm Malay chạy sang Châu Đốc, cho Campuchia xử chém còn như dân Chăm Malay tị nạn thì Campcuhia tự bắt lấy. Ang Duong liền phái ốc nha Kép, tỉnh trưởng Dey Treang, dẫn quân sang vây đánh thành Châu Đốc và chiếm được một số vùng. Campuchia còn tiếp tục sai sứ đến Định Tường đòi người Chăm và đổi nơi cống nạp từ An Giang sang Định Tường. Vua Tự Đức chấp nhận yêu cầu và truyền sắc dụ quan tỉnh An Giang bắt nhóm người Tôn Ích giao trả Campuchia. Nhưng chiếu chỉ chưa đến nơi thì hay tin Ang Duong đánh Châu Đốc nên không thỏa hiệp nữa. Nhóm người Chăm Mã Lai hơn 800 người sau đó cũng tình nguyện đi đánh quân Campuchia ở Châu Đốc.

#### Sự bảo hộ của Pháp
Ang Duong mất vào cuối năm 1860, quân của ốc nha Kép đang đánh Châu Đốc cũng rút lui. Ang Vody là con trưởng lên nối ngôi, đặt hiệu là Norodom I.
Đến năm 1861 (tân dậu), thì phe hoàng tử Sivotha và Sirivong nổi lên tranh ngôi với phe Norodom I và Sisowath. Cuộc nổi dậy ở tỉnh Baphum (ủng hộ Sivotha) của Snang Saur và Reamea Yuthea Keo sau đó buộc Norodom phải chạy sang Battambang, để người em Sisowath ở lại cố thủ Oudong. Trong khi đó, Sivotha bị Xiêm câu lưu ở Sisophon. Vua Xiêm phái hai vị tướng là Phraya Mouk Montry và the Phraya Ratchavoranukon sang giúp Norodom. Nhóm người Chăm trước đó chạy sang Châu Đốc lúc này cũng quay lại Campuchia ủng hộ Norodom. Cuối cùng, Reamea Yuthea Keo bị giết, Snang Saur phải chạy sang Tây Ninh nương nhờ cha sứ Pháp rồi bị đưa ra Côn Đảo. Đến nửa cuối 1862, tình hình Campuchia dần ổn định.
Tháng 8 năm 1863, Đô đốc La Grandiere đi tàu chiến sang Kampong Luong và ép Norodom ký hiệp ước để nước Pháp bảo hộ Campuchia. Việc này làm bùng phát một số cuộc nổi loạn phản đối, điển hình như Acha Xoa, tự xưng là "người trời", là "hoàng thân Ang Phim". Trong cuộc tranh chấp này, cộng đồng người Chăm bị chia rẽ. Người Chăm tại Kompong Cham theo Acha Xoa; người Chăm tại Châu Đốc theo Pháp ủng hộ Norodom.
Người Thái muốn Norodom trở lại làm vua Campuchia thay vì Sisowath, người được lòng dân chúng Campuchia hơn. Norodom làm lễ đăng cơ ở Oudong vào ngày 3-06-1864 dưới sự giám chứng kiến của đặc sứ Xiêm và viên chỉ huy đại diện nước Pháp. Bị cô lập, Norodom giao cho Samdech Chau Ponhea, một tướng Chăm, bảo vệ vòng đai thành Udong nhưng sau cùng phải giao cho Brière de l Isle, một sĩ quan Pháp, đảm nhiệm vì trong phe phản loạn cũng có người Chăm do đó rất khó phân biệt. Sau cùng Samdech Chau Ponhea được giao bảo vệ hậu cung.
Năm 1865, một tu sĩ Phật giáo tên Pou Kombo cùng với 2,000 người Chăm tại Châu Đốc nổi lên chống lại Norodom, bao vây thành Udong. Khoảng 1,000 người Chăm khác từ Châu Đốc theo quân Pháp sang bảo vệ thành Udong. Pou Kombo chạy sang Châu Đốc và Tây Ninh tị nạn. Sau khi chiêu mộ thêm binh sĩ Chăm và Khmer, ngày 17-12-1866, Pou Kombo tiến vào Udong. Quân Khmer bỏ chạy, chỉ còn quân Chăm của Samdech Chau Ponhea ở lại tử thủ. Nhưng qua ngày hôm sau, hơn 500 quân Chăm của Pou Kombo bỏ theo Chau Ponhea vì lý do tôn giáo (Pou Kombo là một nhà sư Phật giáo). Hoàng tử Sisowath (Preah Kevea), được cả người Khmer và người Chăm tại Kompong Cham lẫn Châu Đốc ủng hộ, đứng ra lãnh đạo cuộc phản công chống Pou Kombo. Tháng 12-1867, quân phản loạn bị bao vây tại Kompong Thom, Pou Kombo bị giết. Pháp rất hài lòng về sự dũng cảm và sự trung thành của quân Chăm Hồi Giáo ở Châu Đốc, buộc Norodom phải khen thưởng xứng đáng.
Năm 1867, Pháp sau khi đã chiếm phần lớn nước Việt Nam, quay sang đòi Xiêm nhượng quyền bảo hộ Chân Lạp cho Pháp. Xiêm đưa Norodom về nước, đóng đô ở Oudong để ký hiệp ước chuyển quyền bảo hộ Cao Miên cho Pháp.

### Tiếng Việt
- Quốc sử quán triều Nguyễn, Đại Nam thực lục (toàn tập). Bản dịch của Trung tâm khoa học xã hội và nhân văn quốc gia, Viện sử học Quốc sử quán triều Nguyễn, Tổ Phiên dịch Viện Sử học phiên dịch. Nhà xuất bản Giáo Dục xuất bản năm 2007.
- Quốc sử quán triều Nguyễn, Đại Nam liệt truyện (toàn tập). Nhà Xuất Bản Thuận Hóa.
- Nguyễn Văn Huy. Tìm hiểu người Chăm Việt Nam.
- Trần Trọng Kim (1919), Việt Nam sử lược.
- Châu Hải Đường (2018), An Nam Truyện – Ghi chép về Việt Nam trong chính sử Trung Quốc xưa. Công ty Cổ phần sách Tao Đàn, Nhà Xuất Bản Hội Nhà Văn.
- Trần Kinh Hòa (Nguyễn Duy Chính dịch), Nghiên cứu quan điểm chính trị, mâu thuẫn, bối cảnh của Mạc Thiên Tứ và Phraya Taksin. /Mạc Thiên Tứ and Phraya Taksin: A survey on their political stand, conflicts and background.

### Tiếng Anh và ngoại ngữ khác
- David Chandler (2009), A History Of Cambodia, 4th Edition Westview Press.
- David Chandler, Cambodia's Relations with Siam in the Early Bangkok Period: The Politics of a Tributary State. Journal of the Siam Society LX/1, 1972 - siamese-heritage.org
- Professor David Chandler, review of Murder and Mayhem in Seventeenth Century Cambodia, (review no. 870). Date accessed: 29 October, 2019
- Van der Kraan, Alfons. Murder and mayhem in seventeenth-century Cambodia: Anthony Van Diemen vs. King Ramadhipati I / Alfons Van der Kraan. Chiang Mai, Thailand: Silkworm Books, 2009. ISBN 9789749511626
- Ross Marlay, Clark D. Neher (1999). Patriots and Tyrants: Ten Asian Leaders. Rowman & Littlefield. ISBN 0847684423.
- John Tully (2005). A Short History of Cambodia. Allen & Unwin. ISBN 1-74114-763-8.
- Craig A. Lockard (2009). Southeast Asia in World History. Oxford University Press. ISBN 978-0-19-516075-8.
- Theam, Bun Srun (1981). Cambodia in the Mid-Nineteenth Century: A Quest for Survival (PDF). Unpublished dissertation, Australian National University.
- Vu Duc Liem (2012). The rise of the Nguyen Dynasty and change in the power paradigm of early nineteenth century mainland Southeast Asia Lưu trữ ngày 22 tháng 10 năm 2019 tại Wayback Machine. Thesis (M.A.) - Chulalongkorn University, 2012
- Zottoli, Brian A. (2011). Reconceptualizing Southern Vietnamese History from the 15th to the 18th Centuries: Competition along the Coasts from Guangdong to Cambodia.
- Alberto Pérez Pereiro (2012). Historical Imagination, Diasporic Identity And Islamicity Among The Cham Muslims of Cambodia Lưu trữ ngày 8 tháng 8 năm 2017 tại Wayback Machine. ARIZONA STATE UNIVERSITY
- Claudia Seise (2009). The Cham Minority in Cambodia: Division within - Introduction to Contemporary Changes in Cham Communities. State Islamic University of Yogyakarta
- Philipp Bruckmayr (2019). Cambodia's Muslims and the Malay world: Malay language, Jawi script, and Islamic factionalism from the 19th century to the present. Leiden; Boston: Brill, [2019]
- OKAWA Reiko. Hidden Islamic Literature in a Cambodian Village: The Cham in the Khmer Rouge Period. Meiji Gakuin review International & regional studies (2014)
- Kiernan, Ben. 2008. The Pol Pot Regime: Race, Power, and Genocide in Cambodia under the Khmer Rouge, 1975-79 (third edition), New Haven and London: Yale University Press.
- Collins, William. 2009. "Cham Muslims," Ethnic Groups of Cambodia, Phnom Penh: Center for Advanced Studies, 2009.
- Eng, Kok-Thay (2013). From the Khmer Rouge to Hambali. Rutgers, The State University of New Jersey.
- Nhim Sotheavin, Factors that Led to the Change of the Khmer Capitals from the 15th to 17th century. Research Fellow, Institute of Asian Culture, Sophia University
- Nhim Sotheavin, A Study Of The Names Of Monuments In Angkor (Cambodia). Research Fellow, Institute of Asian Culture, Sophia University
- MOHAMAD ZAIN Musa, NIK HASSAN SHUHAIMI Nik Abdul Rahman, ZULISKANDAR Ramli, ADNAN Jusoh. CONSEQUENCES OF THE 1858 MALAY-CHAM REBELLION IN CAMBODIA. Malaysian Journal of History, Politics & Strategic Studies, Vol. 40 (2) (December 2013): 44-74 @ School of History, Politics & Strategy, UKM; ISSN 2180-0251 (electronic), 0126-5644 (paper)
- Cambodia Expats Online, New Khmer Movie Premiere for "Hloung Preh Sdach Kon" Kicks Off in Phnom Penh, Cambodia
- Vandy Muong and Will Jackson (2016), Hun Sen and the man who would be king. The Phnom Penh Post.
- Kimly NGOUN (2006), The Legend Of Preah Ko Preah Keo And Its Influence On The Cambodian People’S Perception Of The Thais Lưu trữ ngày 4 tháng 3 năm 2016 tại Wayback Machine. Chulalongkorn University.
- Astrid Norén-Nilsson (2013), Performance as (re)incarnation: The Sdech Kân narrative. Published by: Cambridge University Press on behalf of Department of History, National University of Singapore
- SEBASTIAN STRANGIO (2016), Spinning the myth of a 16th-century king as elections loom in Cambodia. Nikkei Inc.
- Kenneth T. So. "Preah Khan Reach and The Genealogy of Khmer Kings Lưu trữ ngày 8 tháng 7 năm 2021 tại Wayback Machine"(PDF). Cambosastra. Retrieved March 2, 2017.
- Crawfurd, John, Journal of an embassy to the courts of Siam and Cochin China, Intr. Wyatt, David K. (Kuala Lumpur: Oxford University Press, 1967)
- Thiphakarawong, Chaophraya, The Royal Chronicle of the Third Reign of the Bangkok Dynasty (in Thai) (Bangkok: Khuru Sapha, 1961)
- Thiphākō̜nwongmahākōsāthibō̜dī, ., Flood, E. T., Flood, C. K., & Yunesuko Higashi Ajia Bunka Kenkyū Sentā (Tokyo, Japan). (1978). The dynastic chronicles, Bangkok era, the first reign. Tokyo: Centre for East Asian Cultural Studies.
- Garnier, Francis, "Voyage d'exploration en Indo Chine", Revue Tour du Monde (Paris, 1870-1871).
- Chris Baker; Pasuk Phongpaichit (2017). A History of Ayutthaya: Siam in the Early Modern World. Cambridge University Press.
- Somdet Phra Phonnarat (Kǣo) (2015). Phakdīkham, Sānti (ed.). Phrarātchaphongsāwadān chabap somdet phra phonnarat wat phra chēttuphon trūatsǭp chamra čhāk 'ēkkasān tūa khīan พระราชพงศาวดาร ฉบับสมเด็จพระพนรัตน์วัดพระเชตุพน ตรวจสอบชำระจากเอกสารตัวเขียน [Royal Chronicle: Version by Somdet Phra Phonnarat of Wat Phra Chettuphon, Checked Against Manuscripts] (in Thai). Bangkok: "King Rama I Scholarship" Foundation Under the Royal Patronage. ISBN 9786169235101.
- David K. Wyatt (2004). Thailand: A Short History (Second ed.). Silkworm Book.
- Damrong Rajanubhab (1928). Chris Baker (ed.). Our Wars with the Burmese: Thai–Burmese Conflict 1539–1767. Translated by Aung Thein (2001 ed.). Bangkok: White Lotus. ISBN 974-7534-58-4.
- Researcher locates 17th-century Japanese village in Cambodia. THE JAPAN TIMES LTD (FEB 16, 2008).
- Iwao, Seiichi. "Reopening of the diplomatic and commercial relations between Japan and Siam during the Tokugawa period." Acta Asiatica v.4 (July 1963).
- Reid, Anthony. Southeast Asia in the Age of Commerce, 1450-1680. New Haven: Yale University Press, 1990, 1993.
- Theeravit, Khien. "Japanese-Siamese Relations, 1606-1629" in Khamchoo, Chaiwat and E. Bruce Reynolds (eds.) Thai-Japanese Relations in Historical Perspective. Bangkok: Innomedia Co. Ltd. Press, 1988.
- Wray, William. "The 17th Century Japanese Diaspora: Questions of Boundary and Policy." Thirteenth International Economic History Congress, Buenos Aires 2002. Preconference: Corfu, Greece, 21–22 September 2001.
- Yoshiaki Ishizawa, The World’S Oldest Plan Of Angkor Vat: The Japanese So-Called Jetavana, An Illustrated Plan Of The Seventeenth Century. Director, Sophia Asia Center for Research and Human Development
- Ribeiro, Madalena, The Japanese Diaspora in the Seventeenth Century. According to Jesuit Sources. Bulletin of Portuguese - Japanese Studies, núm. 3, december, 2001, pp. 53 – 83 Universidade Nova de Lisboa Lisboa, Portugal
- Geoff Wade, translator, Southeast Asia in the Ming Shi-lu: an open access resource, Singapore: Asia Research Institute and the Singapore E-Press, National University of Singapore. The Chinese sources on Cambodia during this period.
- K. W. Taylor (2013). A History of Vietnamese. Cambridge University Press. p. 301. ISBN 978-0-521-87586-8.
- Ben Kiernan (2017), Việt Nam: A History from Earliest Times to the Present. Oxford University Press, 2017
- T. Mohan and Va Sonyka (2015), Imam San Followers: We Are Muslims. Khmer Times
- Agnès De Féo (2005), The syncretic world of the 'pure Cham'. The Phnom Penh Post